# EMI Music Japan
EMI Music Japan (jap. 株式会社EMIミュージック・ジャパン Kabushiki gaisha Iiemuai Music Japan), wcześniej Toshiba-EMI Limited (jap. 東芝イーエムアイ株式会社 Tōshiba Iiemuai Kabushiki gaisha), znana również jako Toshiba EMI lub TOEMI) – jedna z największych japońskich wytwórni muzycznych. W 2007 roku stała się ona japońskim oddziałem EMI, po tym, jak Toshiba sprzedała 45% swoich udziałów. Obecnym dyrektorem generalnym EMI Music Japan jest Shoji Doyama.

## Artyści
- 100s
- 175R
- 9mm Parabellum Bullet
- A-Mei
- ACIDMAN
- Ace of Base
- Agatsuma, Hiromitsu
- Aina
- AIR
- AK
- The Alfee
- Alpha
- amin
- Base Ball Bear
- BE THE VOICE
- Billyken
- binetsuDANJI
- Boogaloob
- Bomb Factory
- THE BOOM
- BOØWY
- The Captains
- Chenmin
- Chirinuruwowaka
- CLIP CRHYMERZ
- Coba
- CORE OF SOUL
- DABO
- Dustbox
- Detroit7
- Edyta Górniak
- Electrical LOVERS
- Elephant Kashimashi
- FIRE BALL
- Fujifabric
- Glay
- Goda, Yuko
- GREAT ADVENTURE
- GREAT3
- Akiko Hamada
- hanaregumi
- Hattori, Hiroko
- Hayashi, Asuka
- Heart Bazaar
- HI-D
- Hi-Timez
- himekami
- Himuro, Kyosuke
- Hirosawa, Tadashi
- Hiroshige, Aya
- Honda, Minako
- Hoshii, Nanase
- Hotei, Tomoyasu
- HUNGRY DAYS

- Isayama, Mio
- Imai, Miki
- Jacks
- Jackson vibe
- JUN
- JOUJOUKA
- JYONGRI
- Keyco
- Kishidan
- Kishi, Chieko
- Kobayashi, Kei
- Lover Callots
- Makihara, Noriyuki
- Makiyo
- Matsuda, Ryouji
- Matsunaga, Takashi
- Matsutoya, Yumi
- Matsuyama, Ayako
- Mifune, Kazuko
- Minustars
- Miyaji, Osamu
- Miyazawa, Kazufumi
- Moriyama, Aiko
- Myco
- Nakaido, Reichi
- Nakamura, Kazuyoshi
- Nakamura, Mitsuko
- Number Girl
- Obara, Kyo
- Ohguro, Maki
- Okamura, Aiko
- Onitsuka, Chihiro
- Ono, Lisa
- Oono, Noboyuki
- Oonuki, Taeko
- Oshiro, Vanesa
- Oshio, Koutarou
- Otake, Yuki
- Ozawa, Kenji
- PAPA B
- PE'Z
- PHONES
- Puppypet
- Radwimps
- RBD
- ROOM

- Saigenji
- Sakamoto, Kyu
- Sakamoto, Fuyumi
- SAKURA
- Senju, Akira
- Sex Machineguns
- Shiina, Ringo
- Shin Seung Hun
- Shirane, Kazuo
- SION
- Sister Q
- smile.dk
- Snow
- Something ELse
- Sophia
- Splash Candy
- Springs
- Straightener
- Nobuya Sugawa
- SUPER BELL"Z
- SUPER BUTTER DOG
- Takamiya, Maki
- Tanimoto, Tomomi
- Terai, Naoko
- three NATION
- Tougi, Hideki
- Tokyo 60WATTS
- Tokyo Jihen
- Tortoise Matsumoto
- Tsubaki
- TWIGY
- Uehara, Nami
- Ulfuls
- Utada, Hikaru
- Wands
- WeiWei
- Wu Fang
- Yaida, Hitomi
- Yazawa, Eikichi
- Yasuda, Kazuha
- YAKKO for AQUARIUS
- Yato, Yuria
- Yamakawa, Yutaka
- Yamashita, Kumiko
- Yang Sook Yung
- YuU
- Chibana, Yuri
- Shione, Yukawa
- Yuki, Saori & Yasuda, Sachiko
- Yoshii, Kazuya (Yoshii Lovinson)
- Yoriko